# Tang Lin
Tang Lin (n. 7 mai 1976, Weiyuan County⁠(d), Sichuan, Republica Populară Chineză) este o sportivă ce a reprezentat Republica Populară Chineză, medaliată olimpică. A participat la o ediție a Jocurilor Olimpice (2000) în care a câștigat o medalie de aur.